# 1537 en science
| Années de la science : 1534 - 1535 - 1536 - 1537 - 1538 - 1539 - 1540    |
| Décennies de la science : 1500 - 1510 - 1520 - 1530 - 1540 - 1550 - 1560 |

Cet article présente les faits marquants de l'année 1537 en science.

## Événements
- Octobre : Ambroise Paré reçoit le baptême du feu à la bataille du Pas de Suse (huitième guerre d'Italie). Il y pratique la première désarticulation du coude et découvre que la poudre des arquebuses n'empoisonne pas les blessures comme on le croyait. Il met au point un emplâtre efficace pour panser les plaies, au lieu de les cautériser à l'huile bouillante[1],[2].

## Publications
- Niccolo Fontana Tartaglia : La Nova Scientia, Venise, 1537 ;
- Pedro Nunes
  - Tratado em defensão da carta de marear (Éloge des cartes marines), 1537,
  - Tratado sobre certas dúvidas da navegação (Sur certaines difficultés touchant la navigation), 1537.

## Naissances
- 1er mai : Jacob Horstius (mort en 1600), professeur de médecine à l'Université de Helmstedt.
- 20 mai : Girolamo Fabrizi d'Acquapendente (mort en 1619), anatomiste italien (ou 1533).
- 9 août : Francesco Barozzi (latin : Franciscus Barocius, mort en 1604), mathématicien et astronome italien. Il a  traduit plusieurs œuvres des Anciens, dont le Commentaire sur les Éléments d'Euclide de Proclus (paru à Venise en 1560), et les œuvres mathématiques de Héron d'Alexandrie, Pappus d'Alexandrie, et Archimède.

## Décès
- 25 mars : Johannes Indagine (né vers 1467), astronome allemand.
- 24 septembre : Jean Ruel (né vers 1479), médecin et botaniste français.